# Patrick Konrad
Pour les articles homonymes, voir Konrad.

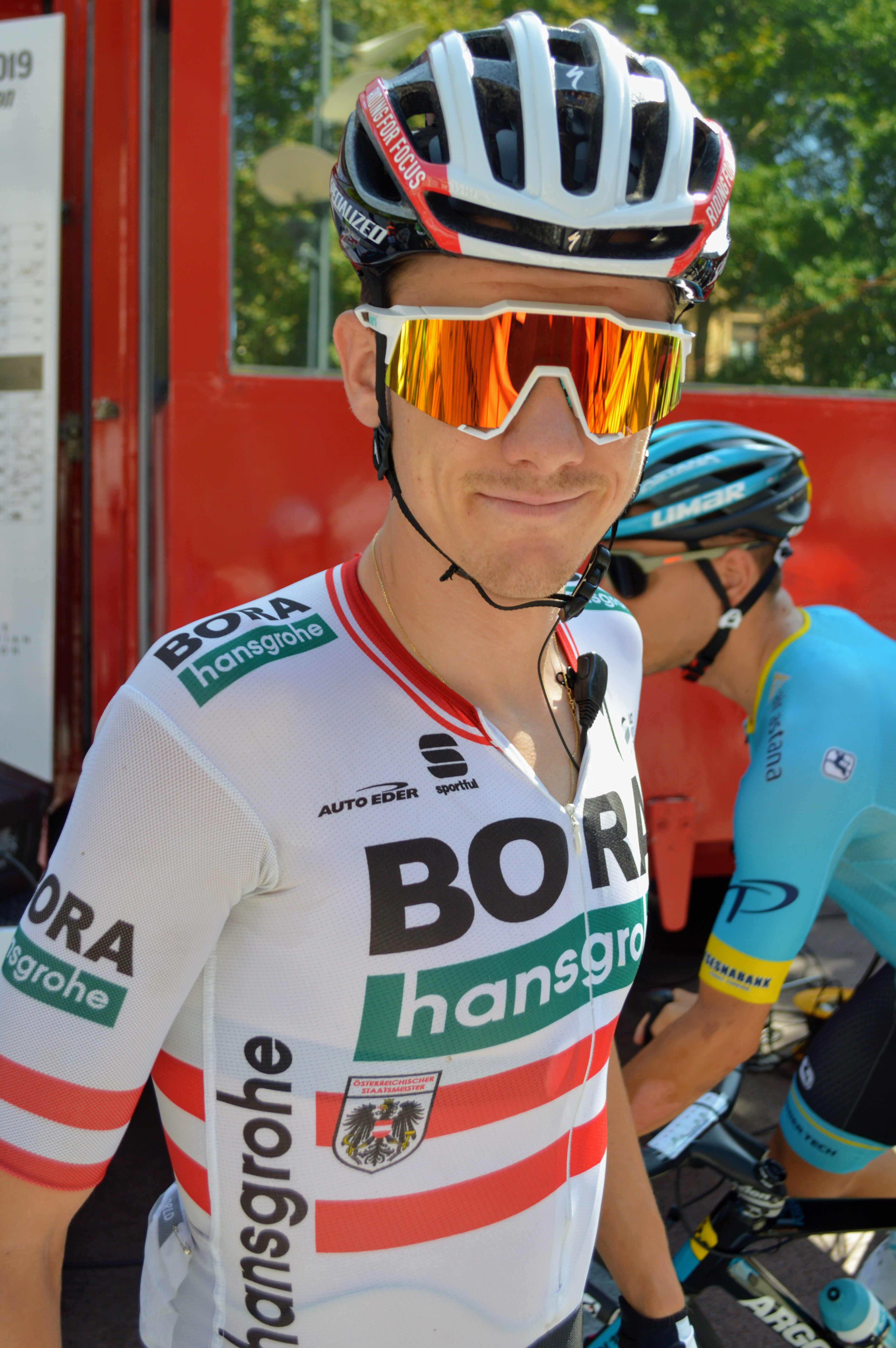
Patrick Konrad en août 2019 lors de la Classique de Saint-Sébastien

Patrick Konrad (né le 13 octobre 1991 à Mödling) est un coureur cycliste autrichien.

## Biographie
Au deuxième semestre 2019, il se classe sixième de la Classique de Saint-Sébastien.
Bora-Hansgrohe annonce en juillet 2021 l'extension de son contrat pour deux saisons.
Lors du Tour de France 2021, il remporte en solitaire la 16e étape. Il est le premier Autrichien depuis Georg Totschnig en 2005 à remporter une étape du Tour de France.
En août 2023, Lidl-Trek annonce recruter Konrad pour les saisons 2024 et 2025.

## Palmarès et classements mondiaux

### Palmarès sur route

#### Par année
- 2009
  - 3e du championnat d'Autriche de la montagne juniors
- 2012
  - 2e du championnat d'Autriche de la montagne
  - 3e du championnat d'Autriche du contre-la-montre espoirs
  - 9e du Tour de l'Avenir
- 2013
  - 3e du Tour de l'Avenir
  - 10e du championnat du monde sur route espoirs
- 2014
  - 2eb étape du Triptyque des Monts et Châteaux
  - Classement général du Tour de Haute-Autriche
  - 2e du Raiffeisen Grand Prix
- 2015
  - 1re étape du Tour du Trentin (contre-la-montre par équipes)
- 2017
  - 3e du Tour de Murcie
  - 7e du Tour du Pays basque
  - 10e du Tour d'Abou Dabi
- 2018
  - 5e du Grand Prix cycliste de Québec
  - 7e de Paris-Nice
  - 7e du Tour d'Italie
  - 9e du Grand Prix cycliste de Montréal
  - 10e du Tour du Pays basque
  - 10e de la Flèche wallonne
- 2019
  -  Champion d'Autriche sur route
  - 3e du championnat d'Autriche du contre-la-montre
  - 3e du Tour de Suisse
  - 6e de la Classique de Saint-Sébastien
  - 7e de la Flèche wallonne
  - 9e du Tour du Pays basque
- 2020
  - 2e du Sibiu Cycling Tour
  - 7e de la Flèche wallonne
  - 8e du Tour d'Italie
- 2021
  -  Champion d'Autriche sur route
  - 16e étape du Tour de France
- 2022
  - 5e de la Cyclassics Hamburg
- 2023
  - 2e d'Eschborn-Francfort
  - 8e de Liège-Bastogne-Liège
- 2024
  - 7e de la Classique de Saint-Sébastien
- 2025
  - 9e du Tour Down Under
  - 10e du Tour des Émirats arabes unis

#### Résultats sur les grands tours

##### Tour de France
5 participations
- 2016 : 65e
- 2019 : 35e
- 2021 : 27e, vainqueur de la 16e étape
- 2022 : 15e
- 2023 : 82e

##### Tour d'Italie
5 participations
- 2017 : 16e
- 2018 : 7e
- 2020 : 8e
- 2023 : 20e
- 2025 : 73e

##### Tour d'Espagne
2 participations
- 2017 : 96e
- 2024 : non-partant (11e étape)

#### Classements mondiaux
| Année                                 | 2011 | 2012 | 2013 | 2014 | 2015 | 2016 | 2017 | 2018 | 2019 | 2020 | 2021 | 2022 | 2023 | 2024 |
| ------------------------------------- | ---- | ---- | ---- | ---- | ---- | ---- | ---- | ---- | ---- | ---- | ---- | ---- | ---- | ---- |
| UCI World Tour                        |      |      |      |      |      | nc   | 101e | 41e  |      |      |      |      |      |      |
| Classement mondial                    |      |      |      |      |      | 365e | 155e | 53e  | 60e  | 70e  | 90e  | 173e | 141e | 286e |
| UCI Europe Tour                       | 760e | 503e | 298e | 58e  | 258e | 292e | 513e | 353e | 48e  | 58e  | 76e  | 142e | nc   | nc   |
| UCI Asia Tour                         | nc   | nc   | nc   | nc   | 195e | 374e | nc   | nc   |      |      |      |      |      |      |
| UCI America Tour                      | nc   | 199e | nc   | nc   | nc   | nc   | nc   | nc   |      |      |      |      |      |      |
|                                       |      |      |      |      |      |      |      |      |      |      |      |      |      |      |
| Légende : nc = non classéSource : UCI |      |      |      |      |      |      |      |      |      |      |      |      |      |      |

### Palmarès sur piste

#### Championnats d'Autriche
- Champion d'Autriche de poursuite : 2012 et 2014

## Distinctions
- Cycliste autrichien de l'année : 2019 et 2021